# Братская могила красноармейцев, павших во время Стодневных боёв
Братская могила красноармейцев, павших во время Стодневных боёв — памятник, установленный в Комсомольском парке (в районе улицы Филатова) Грозного в 1958 году.

## История
Больше тысячи человек, защищавших Советскую власть и погибших в ходе Стодневных боёв, были похоронены в братской могиле по улице Филатова, близ железной дороги Грозный — Гудермес. В 1950 грозненский городской совет принял решение о сооружении памятника погибшим. В 1957 году на месте будущего мемориала был заложен Комсомольский парк.
Через год, накануне празднования годовщины Октябрьской революции, в присутствии сотен людей на месте братской могилы был открыт памятник. На открытии присутствовали участники Стодневных боёв, среди которых были бывший командир 1-го Пролетарского батальона В. Е. Михайлик и командир пулемётной команды Н. Г. Понятков.

## Описание
На гранитном пьедестале стояла бронзовая коленопреклонённая фигура воина-рабочего со склонённым знаменем в руке. Его тело было обвито пулемётной лентой, за плечами была винтовка. На пьедестале была надпись «Вечная память героям Гражданской войны 1918 г.». Скульптура высотой 2,5 м была отлита ленинградским заводом «Монументскульптура». Впоследствии мемориал был реконструирован. В частности, была установлена мраморная плита с новым текстом: «Героям Гражданской войны от трудящихся Грозного». Места проведения траурных церемоний и подходы к мемориалу были выложены бетонными плитками. По обеим сторонам монумента были сооружены две мемориальные стенки с надписями «Никто не забыт» (слева) и «Ничто не забыто» (справа).
В ходе первой и второй чеченских войн мемориал сильно пострадал. Бронзовая фигура воина утрачена. Уцелевший постамент облицован мрамором. На наклонной верхней грани постамента размещена уцелевшая мемориальная плита. Ограда из мрамора и туфа заменена на кованную металлическую.

## Галерея

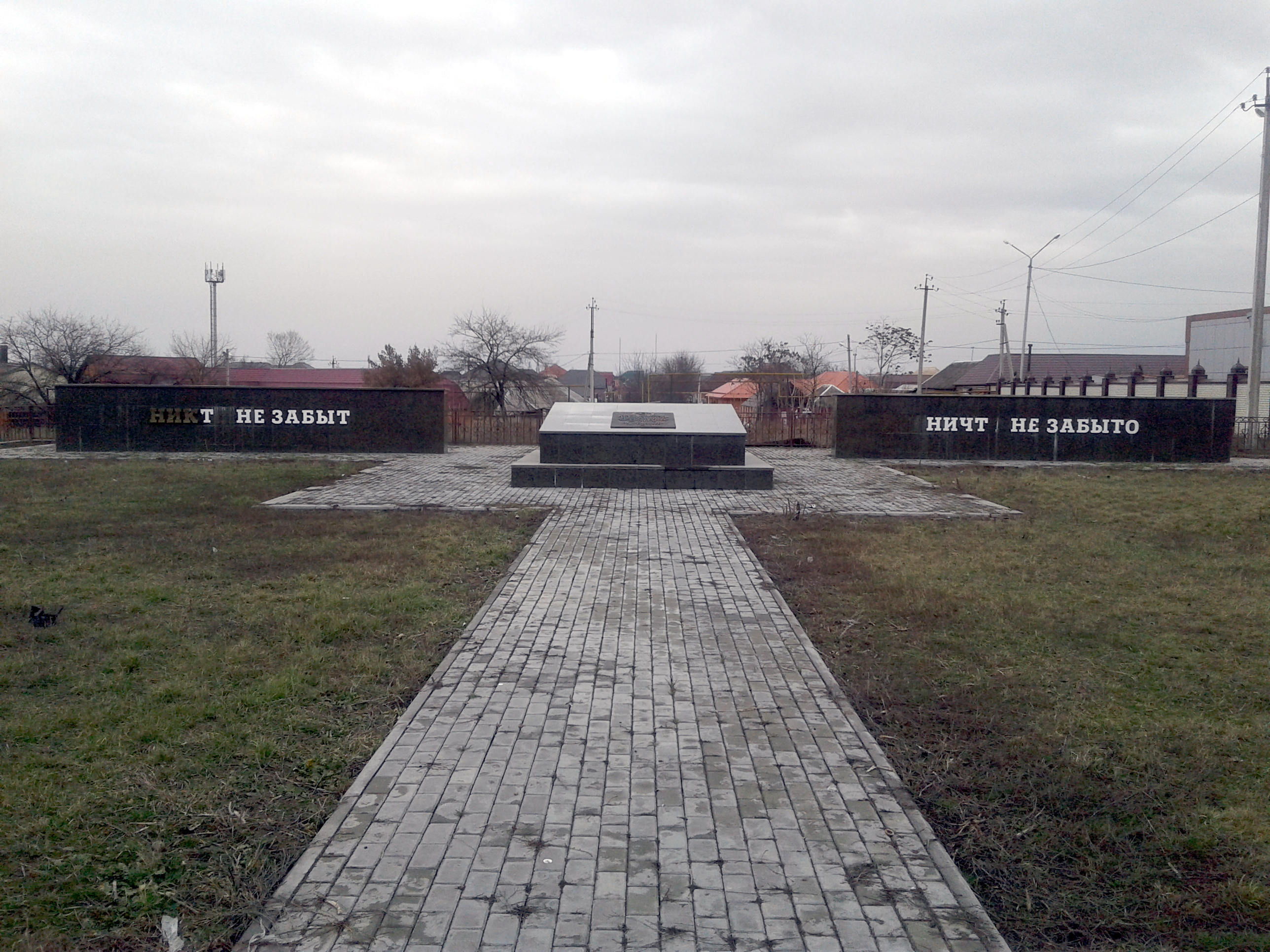
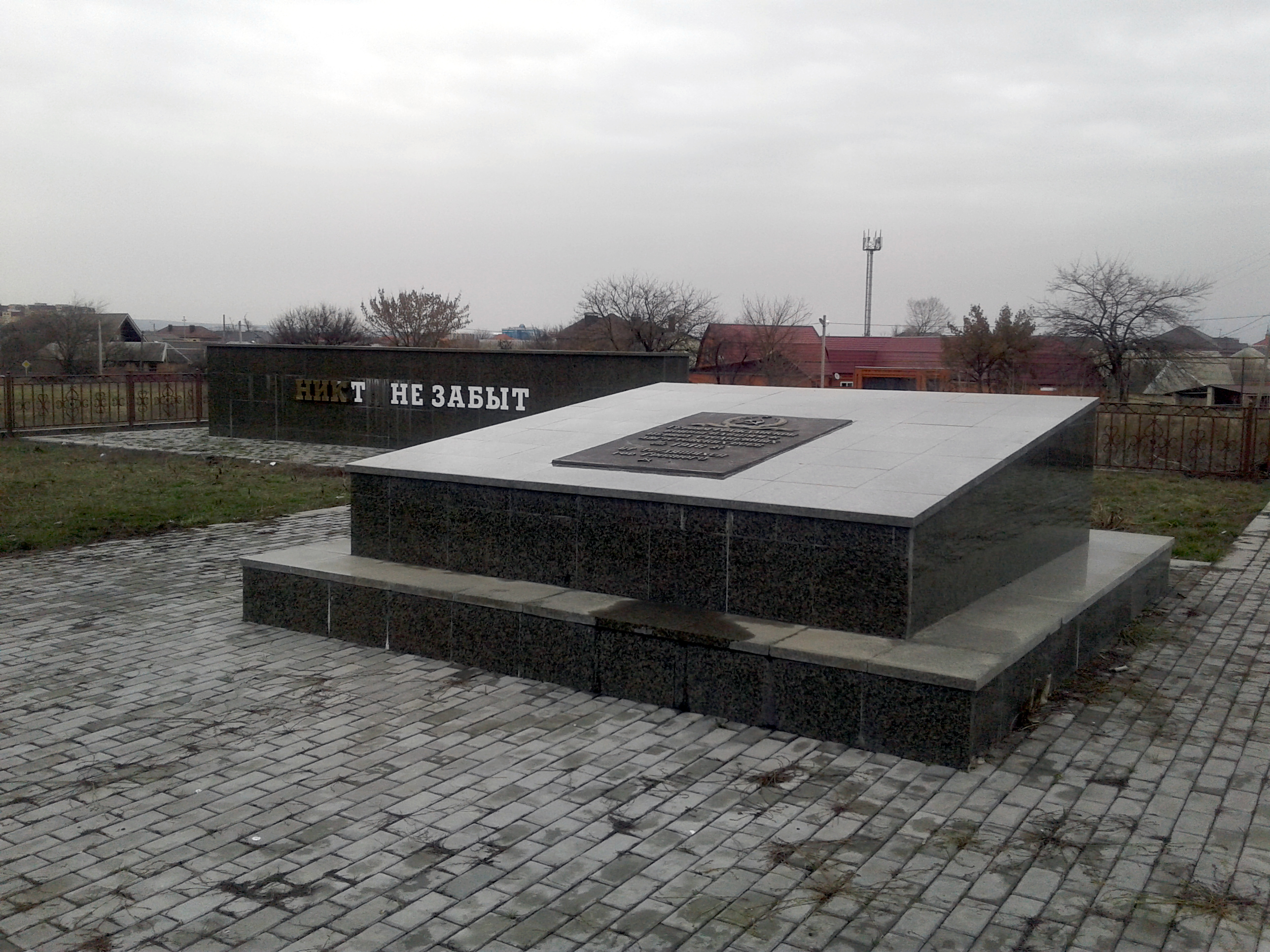
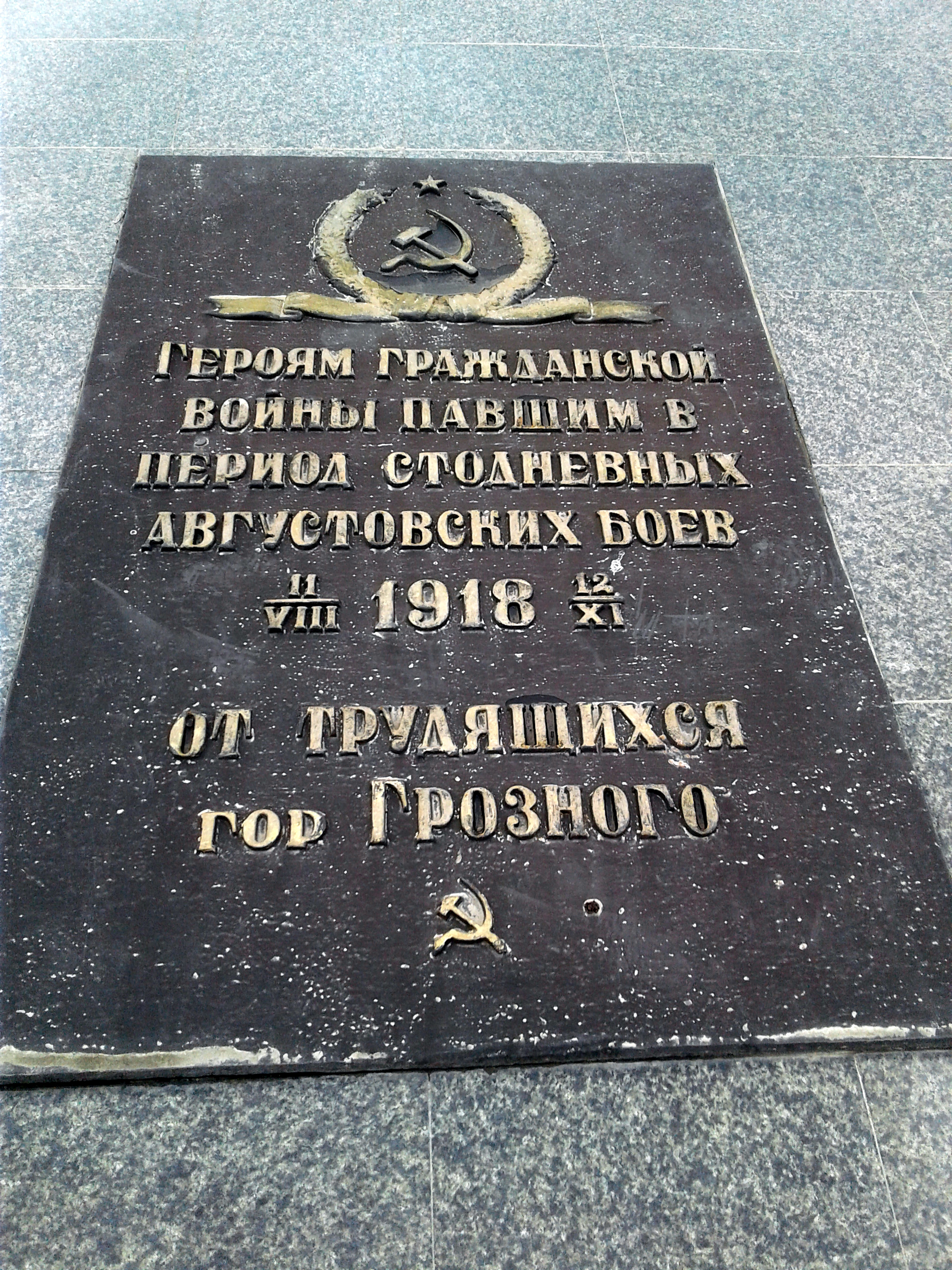